# 1998 QA23
1998 QA23 är en asteroid i huvudbältet som upptäcktes den 17 augusti 1998 av LINEAR i Socorro County, New Mexico.
Asteroiden har en diameter på ungefär 3 kilometer och den tillhör asteroidgruppen Nysa.